# إدواردو يوريبا
إدواردو يوريبا (بالإسبانية: Eduardo Uribe)‏ (2 سبتمبر 1985 بليما في بيرو - ) هو مدرب كرة قدم ولاعب كرة قدم بيروفي في مركز الوسط. لعب مع أليانزا ليما وخوان أوريتش ونادي سبورتينغ كريستال واتحاد هوارال وكورونل بولوجنسي وCusco FC ‏ ونادي ميلغار أريكيبا ونادي جامعة كاخاماركا التقنية ‏.

## وصلات خارجية
- إدواردو يوريبا على موقع إي إس بي إن إف سي (الإنجليزية)
- إدواردو يوريبا على موقع قاعدة بيانات كرة القدم.إي يو (الإنجليزية)
- إدواردو يوريبا على موقع Soccerway.com (الإنجليزية)